# Pogonomys sp. 1
Pogonomys sp. 1 is een knaagdier uit het geslacht Pogonomys dat voorkomt in Australië. Zijn verspreidingsgebied beslaat twee stukken regenwoud in Noordoost-Queensland. Het is zeer onduidelijk wat de correcte naam van deze soort is. Toen Pogonomys voor het eerst in Queensland werd gevonden werden de dieren geïdentificeerd als P. mollipilosus, maar dat schijnt dezelfde soort als P. macrourus te zijn. De Australische soort lijkt ook een beetje op P. loriae uit de bergen van Nieuw-Guinea, maar dat schijnt toch ook weer een aparte soort te zijn. De Nieuw-Guinese P. macrourus is veel kleiner dan de Australische soort en kan dus niet dezelfde zijn. Een andere mogelijkheid is dat P. mollipilosus, die uit de kustgebieden onmiddellijk tegenover Cape York komt, dezelfde soort is als P. macrourus. Musser & Carleton (2005) identificeerden dit dier dan ook niet naar soort; ze dachten dat het waarschijnlijk een nieuwe soort was.
De rug is grijsbruin, de onderkant wit, met een scherpe scheiding. De vacht is zacht en dicht. De lange, dunne, naakte grijpstaart is grijsbruin van kleur. De oren zijn klein en rond. De voeten zijn roze. De bek is kort en breed, de bovenkant van het hoofd is plat, zodat het dier wel wat op een eekhoorn lijkt. De kop-romplengte bedraagt 120 tot 165 mm, de staartlengte 160 tot 205 mm, de achtervoetlengte 22 tot 27 mm, de oorlengte 14 tot 16 mm en het gewicht 45 tot 82 gram. Vrouwtjes hebben 1+2=6 mammae (op Rattus na zijn ze de enige Australische knaagdieren die geen 0+2=4 mammae hebben).
De soort is 's nachts actief. Hij kan goed in bomen klimmen. Hij eet fruit en bladeren. Overdag slaapt hij in een hol. De staart wordt gebruikt als ondersteuning bij het klimmen.